# Championnats du monde de marathon (canoë-kayak) 1999
Navigation
Championnats du monde de marathon 1998 Championnats du monde de marathon 2000
Les 7e championnats du monde de marathon en canoë-kayak de 1999 se sont tenus à Györ en Hongrie, sous l'égide de la Fédération internationale de canoë.
La course a une distance de 36 kilomètres

## Podiums

### K1
| Rang               | Athlète       | Pays        | Temps              |
| ------------------ | ------------- | ----------- | ------------------ |
| Médaille d'or      | Ivan Lawler   | Royaume-Uni | 2 h 34 min 59 s 74 |
| Médaille d'argent  | Istvan Salga  | Hongrie     | 2 h 35 min 00 s 77 |
| Médaille de bronze | Edwin de Nijs | Pays-Bas    | 2 h 35 min 10 s 84 |

| Rang               | Athlète             | Pays        | Temps              |
| ------------------ | ------------------- | ----------- | ------------------ |
| Médaille d'or      | Anna Hemmings       | Royaume-Uni | 2 h 48 min 13 s 96 |
| Médaille d'argent  | Kornelia Szonda     | Hongrie     | 2 h 49 min 00 s 5  |
| Médaille de bronze | Elisabetta Introini | Italie      | 2 h 49 min 45 s 82 |

### K2
| Rang               | Athlète                              | Pays     | Temps              |
| ------------------ | ------------------------------------ | -------- | ------------------ |
| Médaille d'or      | Viktor Szakaly Attila Jambor         | Hongrie  | 2 h 24 min 52 s 88 |
| Médaille d'argent  | Santiago Guerrero Jorge Alonso       | Espagne  | 2 h 24 min 53 s 43 |
| Médaille de bronze | Thomas Christiansen Karsten Solgaard | Danemark | 2 h 25 min 14 s 98 |

| Rang               | Athlète                             | Pays    | Temps               |
| ------------------ | ----------------------------------- | ------- | ------------------- |
| Médaille d'or      | Andrea Pitz Renata Csay             | Hongrie | 2 h 35 min 44 s 707 |
| Médaille d'argent  | Barbara Przybylska Marzena Michalak | Pologne | 2 h 37 min 32 s 733 |
| Médaille de bronze | Susanne Rosenqvist Lisen Augustsson | Suède   | 2 h 42 min 00 s 838 |

### C1
| Rang               | Athlète          | Pays     | Temps               |
| ------------------ | ---------------- | -------- | ------------------- |
| Médaille d'or      | Pál Pétervári    | Hongrie  | 2 h 57 min 30 s 524 |
| Médaille d'argent  | Pavel Bednár     | Tchéquie | 2 h 57 min 39 s 758 |
| Médaille de bronze | Gabor Kolozsvari | Hongrie  | 2 h 59 min 13 s 754 |

### C2
| Rang               | Athlète                          | Pays    | Temps              |
| ------------------ | -------------------------------- | ------- | ------------------ |
| Médaille d'or      | Edvin Csabai Attila Györe        | Hongrie | 2 h 44 min 35 s 04 |
| Médaille d'argent  | Bela Jakus Csaba Bittera         | Hongrie | 2 h 48 min 06 s 62 |
| Médaille de bronze | Marcin Grzybowski Konrad Pyplacz | Pologne | 2 h 48 min 13 s 96 |

## Tableau des médailles
| Rang  | Nation      | Or | Argent | Bronze | Total |
| ----- | ----------- | -- | ------ | ------ | ----- |
| 1     | Hongrie     | 4  | 3      | 1      | 8     |
| 2     | Royaume-Uni | 2  | 0      | 0      | 2     |
| 3     | Pologne     | 0  | 1      | 1      | 2     |
| 4     | Espagne     | 0  | 1      | 0      | 1     |
| -     | Tchéquie    | 0  | 1      | 0      | 1     |
| 6     | Danemark    | 0  | 0      | 1      | 1     |
| 7     | Italie      | 0  | 0      | 1      | 1     |
| 8     | Pays-Bas    | 0  | 0      | 1      | 1     |
| 9     | Suède       | 0  | 0      | 1      | 1     |
| Total | Total       | 6  | 6      | 6      | 18    |